# Třída Chamsuri
Třída Chamsuri je třída hlídkových čluny námořnictva Korejské republiky. Zahraničními uživateli třídy jsou Bangladéš, Filipíny, Ghana, Kazachstán, Nigérie, Východní Timor a Uruguay. Námořnictvo Korejské republiky je od roku 2017 nahrazuje novými hlídkovými loděmi třídy Chamsuri 211 s doplňujícími raketovými loděmi třídy Yoon Youngha.

## Stavba

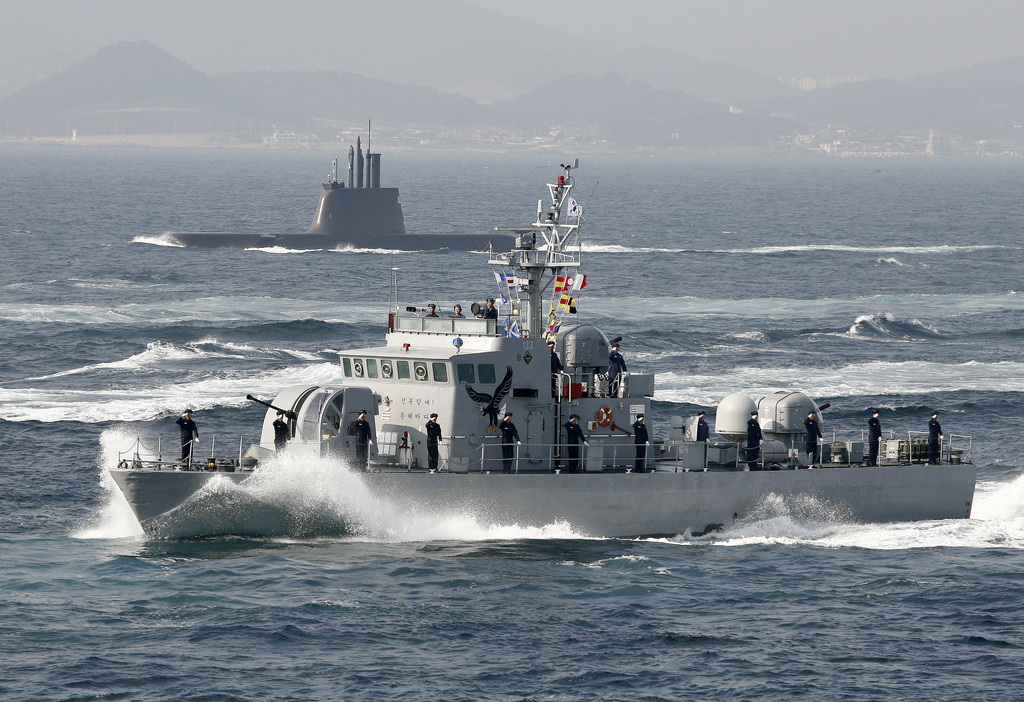
Hlídkový člun třídy Chamsuri, v pozadí jihokorejská ponorka typu 214

Třídu v 70. letech vyvinula loděnice Korea Tacoma Marine. Na stavbě třídy se podílely loděnice Korea Tacoma Marine, Hyundai Heavy Industries a Hanjin Heavy Industries. Stavěny byly ve dvou skupinách rozlišených jako série 201 a 301.

## Konstrukce
Plavidla série 200 byla vyzbrojena dvěma 30mm kanóny Oerlikon KCB v dělové věži EMERLEC-30 na přídi, jedním 20mm rotačním kanónem M61 Vulcan a dvěma 12,7mm kulomety. Série 300 nesla jeden 40mm kanón Bofors na přídi, dva 20mm rotační kanóny M61 Vulcan a dva 12,7mm kulomety. Pohonný systém je koncepce CODAD. Tvoří jej dva diesely MTU 16V 538 TB90, každý o výkonu 5400 hphp, pohánějící dva lodní šrouby. Nejvyšší rychlost je 37 uzlů. Dosah je 1000 námořních mil při rychlosti 20 uzlů.

## Zahraniční uživatelé
Bangladéš

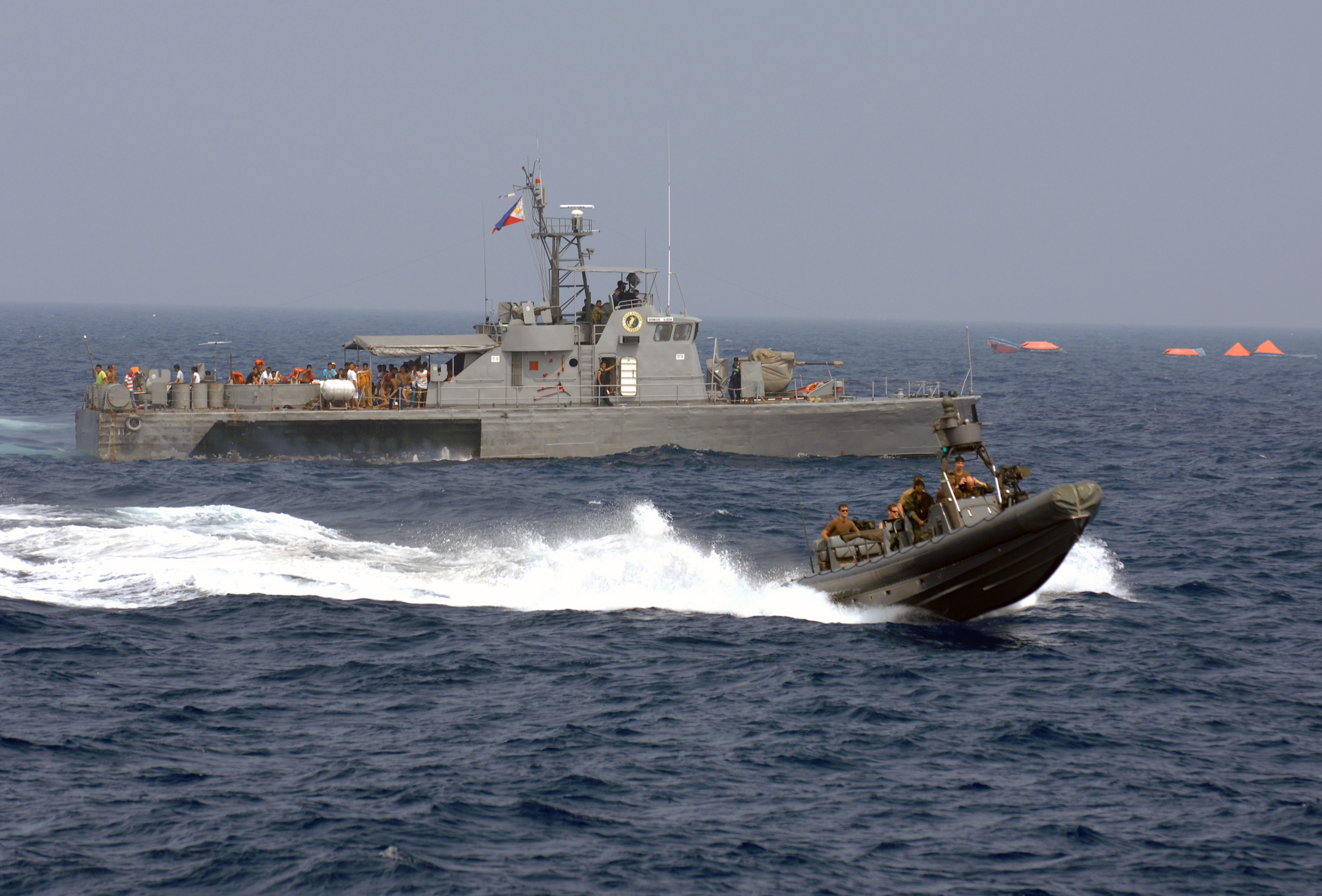
Filipínská hlídková loď třídy Tomas Batillo

- Bangladéšské námořnictvo – Bangladéšské námořnictvo od jihokorejského námořnictva získalo celkem čtyři čluny. Slouží jako třída Titas.

 Filipíny
- Filipínské námořnictvo – Filipíny získaly celkem sedm jednotek, které slouží jako třída Tomas Batillo. Hlídkují v oblastech těžby zemního plynu u Palawanu.[2]

 Ghana
- Ghanské námořnictvo – Z Jižní Koreje byla darem získána vyřazená člun Chamsuri 237 (PKM-237) a do služby byla zařazena jako GNS Stephen Otu (P33) dne 21. ledna 2011.

 Kazachstán
- Kazachstánské námořnictvo – Kazachstán od jihokorejského námořnictva zakoupil tři jednotky, které slouží jako třída 031.

 Nigérie
- Nigerijské námořnictvo – Z Jižní Koreje byla darem získána vyřazená člun Chamsuri 317 (PKM-317) a do služby byla zařazena jako NNS Ikogosi (P165) dne 31. května 2025.

 Východní Timor
- Východotimorské námořnictvo – Východotimorské námořnictvo od roku 2011 provozuje trojici člunů této třídy.[3]

 Uruguay
- Uruguayské námořnictvo – Dne 17. června 2024 byla uruguayskému námořnictvu předána vyřazená člun Chamsuri 318 (PKM-318) a do služby byla přijata jako Huracán (ROU 10) dne 21. října téhož roku. Plavidlo námořnictvo získalo darem.